# 삼성 갤럭시 탭 7.0
삼성 갤럭시 탭 7.0(Samsung Galaxy Tab 7.0)은 삼성전자가 2010년 9월에 출시한 안드로이드 태블릿 컴퓨터이다.
겔럭시 터츠 1

## 안드로이드2.2 프로요
갤럭시 탭은 2.2 프로요를 탑재하여 출시했다.

## 운영체제/소프트웨어

### 안드로이드2.3.3 진저브레드
- 갤럭시 S의 현재 안드로이드 버전

## 기타 업그레이드
'갤럭시탭,노트 사용자 모임'이라는 카페의 한 개발자가 모든 한국 기종(SHW-M180 시리즈)에 모두 해당되는 4.0.4, 4.1.2, 4.2 커스텀 롬을 제작하였다.

## 같이 보기
- 아이패드